# 特拉弗斯縣
特拉弗斯縣（英語：Traverse County）是美国明尼蘇達州西部的一個郡，西鄰北达科他州，面積1,518平方公里。根據2020年美國人口普查，共有人口3,360人。縣治惠頓（Wheaton）。該縣成立於1862年2月20日，1881年設縣；縣名由來自特拉弗斯湖。